# Mazulo
Mazulo o Muzolo (XI secolo – XI secolo) è stato un architetto italiano.

## Biografia

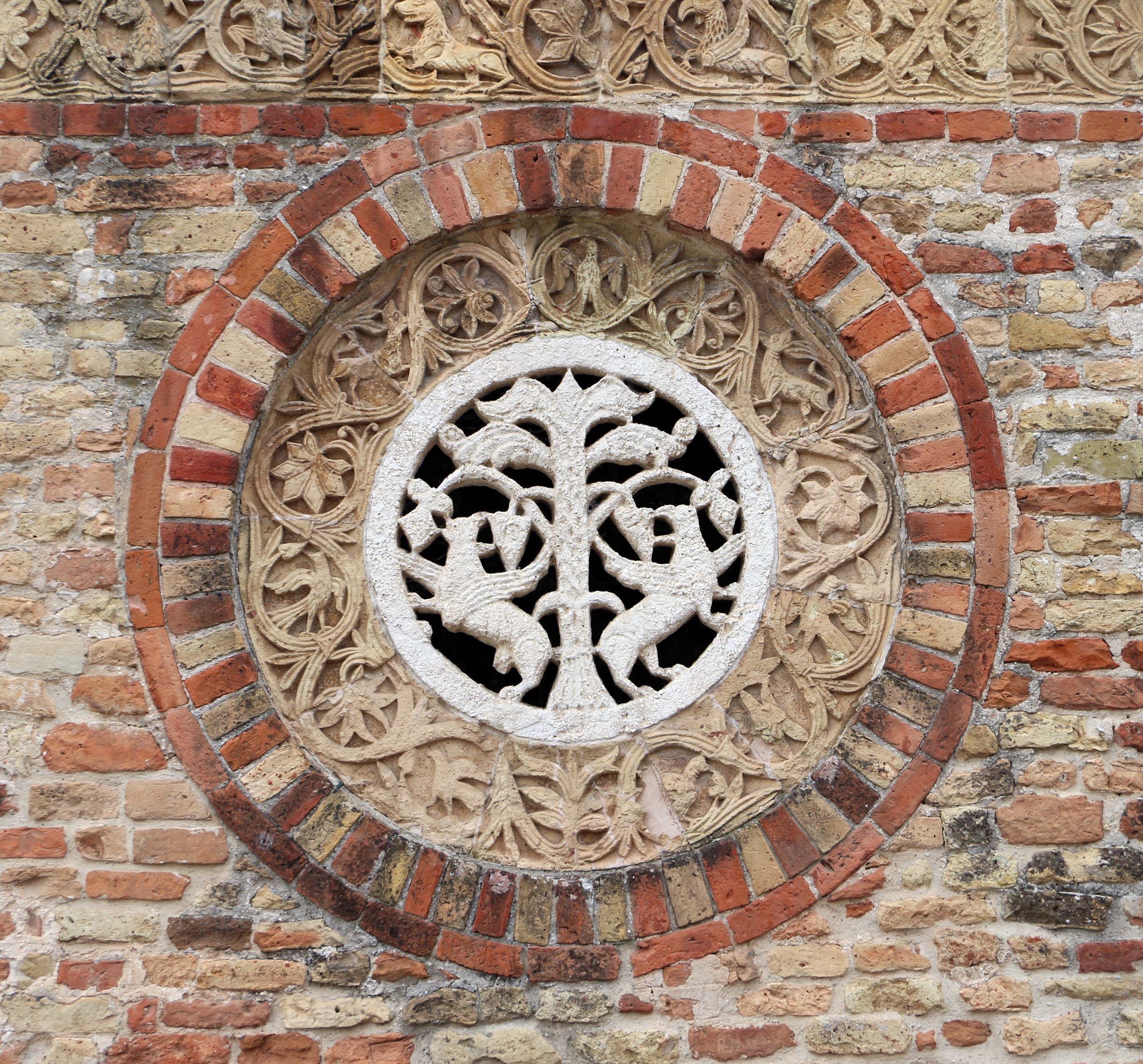
Atrio di Mazulo (XI secolo), decori in cotto e in marmo

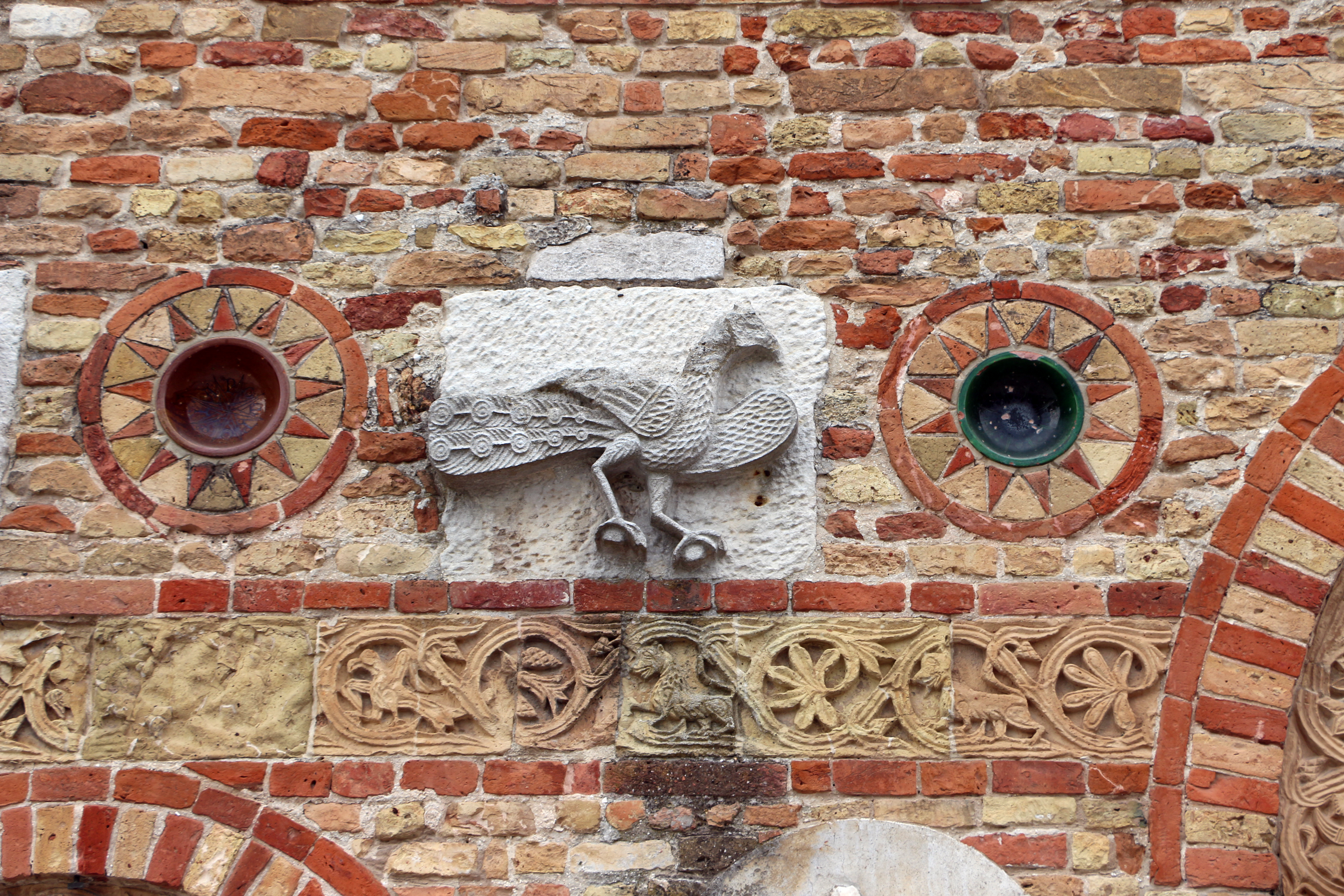
Atrio di Mazulo (XI secolo), decori in cotto e in marmo

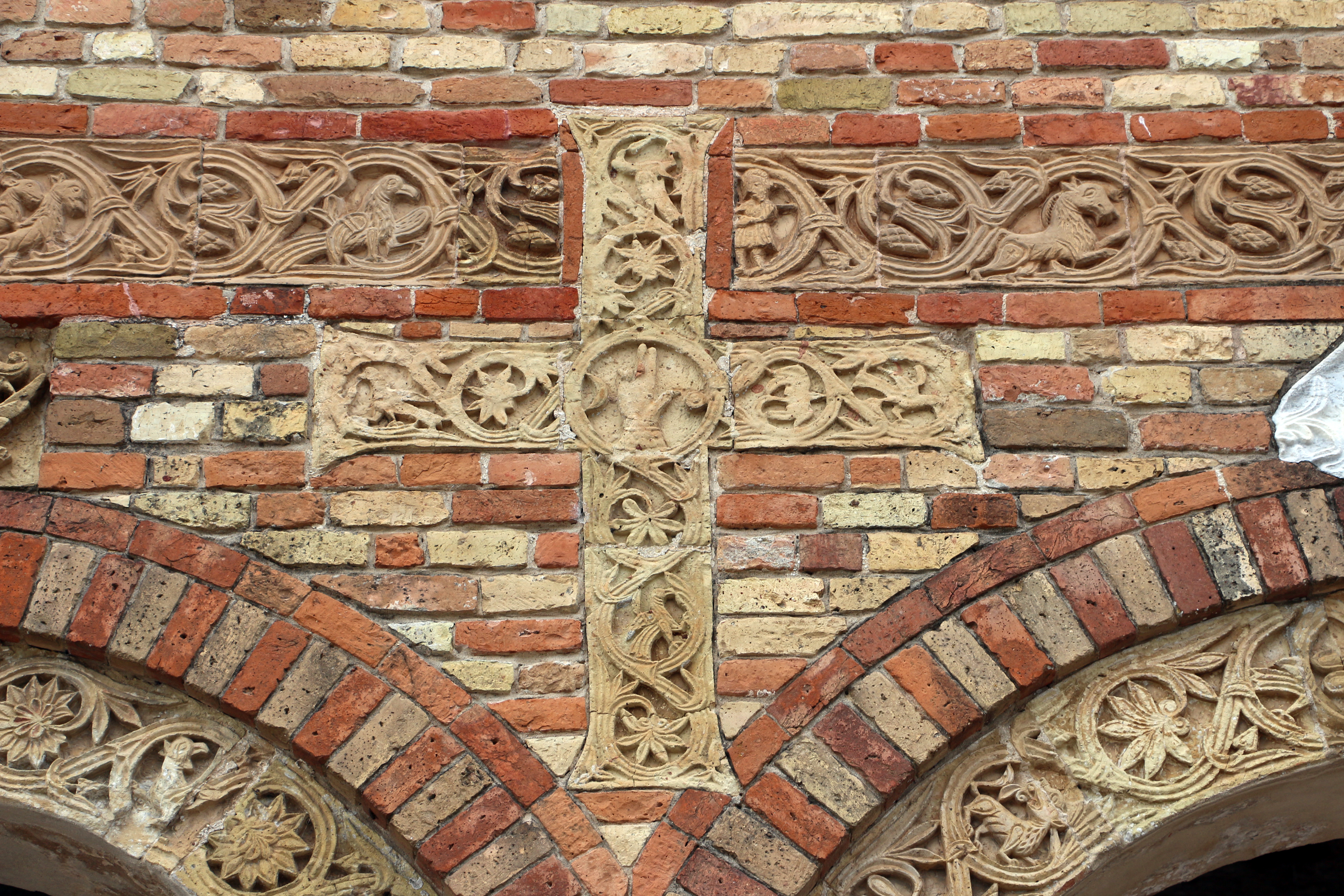
Atrio di Mazulo (XI secolo), decori in cotto e in marmo

La documentazione storica ci informa che Mazulo fu attivo nella abbazia di Pomposa nell'XI secolo. Questo complesso monumentale che ospitò un monastero benedettino risale al VI secolo ed è situato a Codigoro.
Nel corso del tempo fu rimaneggiato nella parte frontale e forse anche nei colonnati interni e riconsacrato nel 1026, ampliato e ristrutturato.
In quegli stessi anni, o più tardi secondo lo storico dell'arte Venturi, la chiesa venne allungata con l'aggiunta di due campate e la costruzione di un nuovo atrio, decorato con fregi in cotto, oculi, scodelle maiolicate, vari animali dal valore simbolico-religioso, che un'iscrizione collocata sulla facciata ci ricorda essere opera di Mazulo.
Secondo lo storico dell'arte Pietro Toesca è probabile che anche il campanile (1063) sia da attribuire a Mazulo, mentre l'opera dell'architetto Deusdedit, ricordato in una lastra iscritta si limiterebbe all'apparato decorativo.
Il portico, di larghezza uguale alla facciata della chiesa, è costituito da una parte centrale aperta e caratterizzata da tre arcate su colonne poligonali, e con a lati due ambienti distinti.
L'impostazione volumetrica e la decorazione ceramoplastica che contraddistinguono la fronte esterna, sono derivati dal mondo artistico orientale-bizantino, in particolare dalla Macedonia meridionale e dall'Epiro (Santo Stefano di Kastoria (Καστοριά), XI secolo, Arta).
I motivi ornamentali in cotto e ceramica a forma di dischi e stelle e le caratteristiche fasce policrome a quadrati disposti in diagonale, che sono presenti anche nella parte più antica della basilica di Santo Stefano di Bologna, sono probabilmente un'indicazione di influenze artistiche dell'area alto adriatica (Sergio Bettini).